# Colophon whitei
Colophon whitei é uma espécie de escaravelho da família Lucanidae.
É endémica da África do Sul.